# Bronwen Knox
Pour les articles homonymes, voir Knox.
Bronwen Knox, née le 16 avril 1986 à Brisbane, est une joueuse australienne de water-polo. 

## Palmarès
- Jeux olympiques d'été de 2012 à Londres
  -  médaille de bronze au tournoi olympique
- Jeux olympiques d'été de 2008 à Pékin
  -  médaille de bronze au tournoi olympique